# Khashbaataryn Tsagaanbaatar
Khashbaatar Tsagaanbaatar (mongol : Хашбаатарын Цагаанбаатар), né le 19 mars 1984 à Baruunturuun, est un judoka mongol en activité évoluant dans la catégorie des moins de 66 kg (poids mi-légers), ayant toutefois disputé certaines compétitions en moins de 60 kg (super-légers). Médaillé olympique en 2004, il est sacré champion du monde en 2009.

## Biographie
Après une brève participation aux championnats du monde juniors en 2002, il se révèle en 2003 en remportant successivement une médaille de bronze à l'Universiade puis le titre de champion d'Asie, à chaque fois à Daegu en Corée du Sud. L'année suivante, il s'aguerrit dans les principaux tournois européens et se qualifie pour les Jeux olympiques d'été de 2004 organisés à Athènes. Aligné en moins de 60 kg, il bat notamment le champion du monde en titre, le Sud-Coréen Choi Min-Ho, mais échoue en finale de tableau face au double champion olympique japonais Tadahiro Nomura. Reversé en match dans les repêchages, il s'impose lors du combat pour la médaille de bronze sur l'Espagnol Kenji Uematsu. Champion d'Asie en 2005, il décroche la médaille d'or lors des Jeux asiatiques de 2006, s'imposant à chaque fois en finale contre l'Iranien Arash Miresmaeili.
En 2008, il est éliminé dès le premier tour du tournoi olympique à Pékin. Il retrouve cependant le podium l'année suivante en remportant son premier titre mondial à Rotterdam aux Pays-Bas. En finale des moins de 66 kg, il s'impose face à l'Espagnol Sugoi Uriarte qui ouvre son palmarès international à cette occasion. Un an après le premier titre olympique dans l'histoire du sport mongol obtenu par Naidangiin Tüvshinbayar, il devient le premier champion du monde de judo de son pays. Deux ans plus tôt, aux Championnats du monde 2007 de Rio de Janeiro, il avait échoué lors du combat pour la troisième place contre l'Autrichien Ludwig Paischer.

## Palmarès
| Année | Compétition           | Lieu           | Résultat | Catégorie      |
| ----- | --------------------- | -------------- | -------- | -------------- |
| 2003  | Universiade           | Daegu          | 3e       | Moins de 60 kg |
| 2003  | Championnats d'Asie   | Daegu          | 1er      | Moins de 60 kg |
| 2004  | Championnats d'Asie   | Almaty         | 3e       | Moins de 60 kg |
| 2004  | Jeux olympiques       | Athènes        | 3e       | Moins de 60 kg |
| 2005  | Championnats d'Asie   | Tachkent       | 1er      | Moins de 66 kg |
| 2006  | Jeux asiatiques       | Doha           | 1er      | Moins de 66 kg |
| 2007  | Championnats d'Asie   | Koweït City    | 2e       | Moins de 66 kg |
| 2007  | Championnats du monde | Rio de Janeiro | 5e       | Moins de 60 kg |
| 2008  | Championnats d'Asie   | Daegu          | 2e       | Moins de 66 kg |
| 2009  | Championnats du monde | Rotterdam      | 1er      | Moins de 66 kg |
| 2010  | Championnats du monde | Tokyo          | 3e       | Moins de 66 kg |